# マリソン・コンセイソン・オリヴェイラ
マリソン（Marlyson）ことマリソン・コンセイソン・オリヴェイラ（ポルトガル語: Marlyson Conceição Oliveira、1997年12月17日 - ）は、ブラジルのサッカー選手。ポジションはFW。

## 経歴
ジョインヴィレECの下部組織出身で、2017年2月2日にカンピオナート・カタリネンセでシーロとの交代で途中出場し選手初出場を記録した。2019年にAAポンチ・プレッタに完全移籍すると、同年にパラナ・クルーベに期限付き移籍した。翌年からは国内の下位リーグのクラブを転々とした。
2021年にフィゲイレンセFCに完全移籍。同年にウクライナ・プレミアリーグのFCメタリスト1925ハルキウに期限付き移籍すると、翌シーズンも同リーグのFCヴォルスクラ・ポルタヴァに期限付き移籍した。
2024年1月18日、同年2月1日から1年の契約でJ3リーグのツエーゲン金沢に期限付き移籍で加入した。3月3日のルヴァンカップ・ヴァンラーレ八戸戦で日本初出場、4月4日のJ3リーグ・松本山雅FC戦で日本初得点を記録した。

## 個人成績
| 国内大会個人成績 | 国内大会個人成績 | 国内大会個人成績 | 国内大会個人成績 | 国内大会個人成績 | 国内大会個人成績 | 国内大会個人成績 | 国内大会個人成績 | 国内大会個人成績 | 国内大会個人成績 | 国内大会個人成績 | 国内大会個人成績 |
| 年度             | クラブ           | 背番号           | リーグ           | リーグ戦         | リーグ戦         | リーグ杯         | リーグ杯         | オープン杯       | オープン杯       | 期間通算         | 期間通算         |
| 年度             | クラブ           | 背番号           | リーグ           | 出場             | 得点             | 出場             | 得点             | 出場             | 得点             | 出場             | 得点             |
| 日本             | 日本             | 日本             | 日本             | リーグ戦         | リーグ戦         | リーグ杯         | リーグ杯         | 天皇杯           | 天皇杯           | 期間通算         | 期間通算         |
| ---------------- | ---------------- | ---------------- | ---------------- | ---------------- | ---------------- | ---------------- | ---------------- | ---------------- | ---------------- | ---------------- | ---------------- |
| 2024             | 金沢             | 77               | J3               | 26               | 5                | 1                | 0                | 0                | 0                | 27               | 5                |
| 通算             | 日本             | 日本             | J3               | 26               | 5                | 1                | 0                | 0                | 0                | 27               | 5                |
| 総通算           |                  |                  |                  |                  |                  |                  |                  |                  |                  |                  |                  |